# اچ‌ام‌اس پاورفول (۱۸۲۶)
اچ‌ام‌اس پاورفول (۱۸۲۶) (به انگلیسی: HMS Powerful (1826)) یک کشتی بود که طول آن ۱۹۳ فوت ۱۰ اینچ (۵۹٫۰۸ متر) بود. این کشتی در سال ۱۸۲۶ ساخته شد.